# Mikkelsenbukten
Mikkelsenbukten är en bukt i Antarktis. Den ligger i Västantarktis. Argentina, Chile och Storbritannien gör anspråk på området.